# Crinophtheiros comatulicola
Crinophtheiros comatulicola é uma espécie de molusco pertencente à família Eulimidae.
A autoridade científica da espécie é Graff, tendo sido descrita no ano de 1875.
Trata-se de uma espécie presente no território português, incluindo a zona económica exclusiva.